# NGC 7226
NGC 7226 is een open sterrenhoop in het sterrenbeeld Cepheus. Het hemelobject werd op 20 juni 1881 ontdekt door de Amerikaanse astronoom Edward Singleton Holden.

## Synoniemen
- OCL 226